# سریک یلئوف
سریک یلئوف (انگلیسی: Serik Yeleuov؛ زادهٔ ۱۵ دسامبر ۱۹۸۰) بوکسور اهل قزاقستان است.